# Wow (Missincat)
Wow è il secondo album di Missincat, pubblicato dalla Revolver nel 2011.
Dall'album sono stati estratti due singoli, entrambi pubblicati nel 2011: I Wish You Could Allow e Capita, quest'ultimo con la collaborazione di Dente.

## Tracce
1. Wide Open Wings
2. The House by the River
3. I Wish You Could Allow
4. Fly High
5. Try Me
6. Distracted – ft. Miss Li
7. No Sleep
8. If You Make Me Happy
9. Little Birdie
10. Just in My Head
11. Dare to Dare
12. Capita – ft. Dente